# Sonja Henie
Sonja Henie (8 tháng 4 năm 1912 - 12 tháng 10 năm 1969) là một vận động viên trượt băng nghệ thuật và ngôi sao điện ảnh người Na Uy. Bà là nhà vô địch Olympic ba lần (1928, 1932, 1936) ở nội dung đơn nữ, vô địch thế giới mười lần (1927-1936) và là nhà vô địch châu Âu sáu lần (1931-1936). Henie giành được nhiều danh hiệu Olympic và Thế giới hơn bất kỳ vận động viên trượt băng nghệ thuật nào khác. Ở đỉnh cao của sự nghiệp diễn xuất, bà là một trong những ngôi sao được trả lương cao nhất ở Hollywood và đóng vai chính trong một loạt các phim ăn khách, bao gồm Thin Ice (1937), Happy Landing, My Lucky Star (1938), Second Fiddle (1939) và Sun Valley Serenade (1941).